# Angelo Lamanna
Angelo Lamanna (Gioia del Colle, 26 agosto 1923 – Bari, 26 dicembre 2004) è stato un compositore, trombonista e direttore di banda italiano.

## Biografia
Figlio d'arte, cominciò giovanissimo suonando in numerose bande del Sud. Si distinse come solista in flicorno baritono. Diresse la Banda di Gioia del Colle per diversi anni. Si diplomò al Conservatorio di Bari in trombone e insegnò a lungo musica nella scuola media. Si dedicò sin dai primi anni '50 alla composizione, soprattutto di marce per bande (sinfoniche, militari e funebri), ma anche di pezzi per solisti (clarino, tromba e sax). Ha composto più di 80 opere; fra le più famose si ricordano Cinesina, Elegia e Pietà. ecc.

## Composizioni

### Marcia Sinfonica
Altamura - Anima Latina - Aria Festosa - Cinesina - Conversano - Elisa - Ferragosto  - Gioia del Colle - Gravina di Puglia - Molise - Mottola in Festa - Omaggio a Capurso - Palagiano in Festa - Rapolla - Settembrina - Vecchi Pastori - Meridiana

### Scherzo Marciabile
Atella - Marcolino - Zia Rosa

### Marcia Militare
Clio - Arcisate - Elena - Lux - Santeramo - Viva la piazza

### Marcia Funebre
Venerdì Santo - Addolorata - Amarezza - Angoscia - A Paolo Falcicchio - Corona di spine - Crisantemi - De profundis - Desolazione - Dolore - Eco dolorosa - Elegia - Lacrime - Mater Dei - Mestizia - Passione - Ora pro nobis - Pax - Pietà - Rimpianto - Sabato Santo - Santa Croce - Sotto i cipressi - Strazio - Tristezza - Vita eterna - Via Crucis